# Juan del Campo Esteibar
Juan del Campo Esteibar (San Sebastián, 1 de febrero de 1923-San Sebastián, 2 de febrero de 2010) fue un jugador de hockey hierba español, que participó en los Juegos Olímpicos de Londres 1948, que fue eliminado en el fase de grupos y donde jugó dos partidos.